# الگین (آریزونا)
الگین (به انگلیسی: Elgin) یک منطقهٔ مسکونی در ایالات متحده آمریکا است که در شهرستان سانتا کروز آریزونا واقع شده‌است. الگین ۱۵٫۴۱ کیلومتر مربع مساحت و ۱۶۱ نفر جمعیت دارد و ۱٬۴۴۱ متر بالاتر از سطح دریا واقع شده‌است.